# Chiara Corbella-Petrillo
Chiara Corbella, épouse Petrillo, née le 9 janvier 1984 à Rome et morte le 13 juin 2012 à Pian della Carlotta près de Cerveteri, est une laïque et mère de famille italienne, reconnue comme « servante de Dieu » par l'Église catholique. En refusant des soins qui auraient pu nuire à l'enfant qu'elle portait, elle accepta de mourir d'un cancer de la langue, à l'âge de 28 ans. Selon le site Aleteia, elle pourrait être la première personne béatifiée pour l'« offrande de sa vie ».

## Biographie
Durant son enfance, Chiara Corbella reçoit une éducation catholique ; elle étudie à l'Istituto Santa Maria de Rome, tenu par les religieux marianistes. À l'adolescence, elle se met à fréquenter, avec sa mère, la communauté du Renouveau dans l'Esprit Saint. Durant l'été 2002, alors qu'elle est en pèlerinage à Međugorje avec sa sœur aînée, elle rencontre Enrico Petrillo, membre du Renouveau charismatique, avec qui elle se marie six ans plus tard, le 21 septembre 2008, à Assise.
Au retour de son voyage de noces, Chiara apprend qu'elle est enceinte. Bien qu'une échographie révèle que l'enfant est atteint d'une anencéphalie, les époux refusent d'entendre parler d'avortement. La petite Maria naît le 10 juin 2009 ; elle meurt une demi-heure après sa naissance. Quelques mois plus tard, Chiara tombe à nouveau enceinte. Rapidement, on décèle chez son enfant de graves malformations : il est, notamment, dépourvu des membres inférieurs. Baptisé Davide, il meurt le 24 juin 2010, peu de temps après sa naissance. À la suite de ces drames, Chiara et Enrico Petrillo font réaliser des tests génétiques. Ceux-ci excluent tout lien entre la maladie de Maria et celle de Davide. Chiara peut donc entamer une nouvelle grossesse. 
Enceinte de cinq mois, Chiara apprend qu'elle est atteinte d'un cancer de la langue. Opérée une première fois le 16 mars 2011, elle refuse d'être opérée une seconde fois avant son accouchement, car l'opération risquerait de mettre en danger son enfant. Pour cette même raison, elle refuse tout traitement médicamenteux ou radiothérapique. 
Le 30 mai 2011, le petit Francesco naît en parfaite santé. Ainsi, dès le 3 juin, Chiara est opérée et reçoit une chimiothérapie intensive. Mais il est trop tard : le cancer se généralise et Chiara meurt le 13 juin 2012, « en laissant un précieux témoignage de foi », d'après les propos du cardinal Agostino Vallini. Ses funérailles sont célébrées par ledit prélat le 16 juin 2012, en la basilique Santa Francesca Romana, en présence de milliers de personnes,.

## Postérité
Le 2 juillet 2018, le diocèse de Rome publie un édit annonçant l'ouverture de la cause en béatification de Chiara Corbella, la déclarant ainsi « servante de Dieu ». Le postulateur de la cause est le père Romano Gambalunga.